# 청마부대
대한민국 제57항공수송단(大韓民國 第57航空輸送團, Republic of Korea 57th Airlift Group, 상징명칭 : 청마부대(靑馬部隊))은 항구적 자유 작전 - 아프가니스탄(OEF-A)에서 국제안보지원군을 지원하기 위해 대한민국 공군 제5전술공수비행단에서 일부 차출하여 창설한 항공수송분견대이다.

## 역사
2001년 12월 18일, 김해기지에 전개했고 주임무는 미국 중부사령부 작전지역에서 병력, 물자, 화자, 물자공수 및 자국민 보호이다. 또한, 2003년 4월, 이라크로 파병된 서희부대와 제마부대에게 보급 공수작전도 펼쳤다.
임수 종료까지 연인원 446명(1회 12~15명의 승무원 탑승) 총 8개 진까지 총 81회의 작전에 투입되었다. 청마부대와 해성부대는 다국적 연합작전으로 장거리 해외 전략 공수 및 해상 보급작전 능력을 배양함으로써 국위를 선양했다. 또한 인도적 구호작전을 통해 국제공조체제를 유지했다.

## 같이 보기
- 해성부대
- 서희부대
- 제마부대